# Comau
Comau ist eine italienische Konzerntochter des Automobilherstellers Stellantis, die im Bereich der industriellen Automatisierung aktiv ist. Das Unternehmen bietet Produkte für verschiedene Industrien, wie den Fahrzeugbau, den Kraftanlagenbau oder den allgemeinen Maschinenbau an.
Comau entwickelt und vertreibt Industrieroboter, Laserquellen, fahrerlose Transportsysteme sowie Widerstandsschweißzangen und -maschinen.

## Geschichte
Comau (COnsorzio MAcchine Utensili) wurde 1973 von mehreren Ingenieuren gegründet, die zuvor am Aufbau der AwtoWAS-Werke im sowjetischen Toljatti beteiligt waren. In den 1980er Jahren begann Comau mit der Entwicklung von flexiblen Fertigungssystemen. Im selben Zeitraum übernahm der General-Motors-Konzern 20 % des Unternehmens. In der zweiten Hälfte der 1980er Jahre entwickelte das Unternehmen zusammen mit Trumpf Laser-Roboter. Im Jahr 1999 übernahm Comau das US-amerikanische Unternehmen PICO (Progressive Tool & Industries Co.) sowie 51 % der Anteile an der Renault Automation SA vom Renault-Konzern.
Zusammen mit Össur ist Comau Mehrheitseigner des Unternehmens IUVO, einem spin-off der Scuola Superiore Sant’Anna, das Exoskelette für industrielle und medizinische Anwendungen entwickelt.